# GodHeadSilo
I GodHeadSilo sono stati un duo noise rock Formatosi a Fargo (North Dakota).
La band era composta da Mike Kunka al basso e Dan Haugh alla batteria. I due si incontrarono a Fargo, la città dove erano cresciuti. La band originariamente era formata da tre membri, con Phil Leitch alla chitarra. Leitch lasciò la band dopo il loro primo concerto al Moose Lodge di Fargo. Anche se la band è in pausa dopo il rilascio di Share the Fantasy del 1998, Mike e Dan hanno unito le forze in un nuovo progetto con il cantante dei Murder City Devils, Spencer Moody in una band chiamata Smoke and Smoke, pubblicando nel 2004 l'album Love Suffers Long.

## Discografia

### Album
- The Scientific Supercake (1994)
- Elephantitus of the Night (1995)
- Skyward in Triumph (1996)
- Share the Fantasy (1998)

### Raccolte
- Nodak: Distorted Hallucinations (1992)
- Kill Rock Stars (1993)
- The Smitten Love Song (1994)
- Yoyo A Go Go '94 (1994)
- A Means to an End: The Music of Joy Division (1995)
- In Memory of Jason (1996)
- Second Sixty Second Compilation (1996)
- Dope Guns 'N Fucking In The Streets Volumes 8 (1997)
- Dope Guns 'N Fucking In The Streets Volumes 8-11 (1997)
- Some Songs (1997)